# Meir Wilchek
Me'ir Wilchek (hebrejsky מאיר וילצ'ק‎, Me'ir Vilček) (* 1935) je izraelský biochemik, zabývající se afinitní chromatografií a její aplikací.

## Životopis
Wilchek se narodil ve Varšavě a unikl holocaustu útěkem na Sibiř. V roce 1949 spolu s matkou a sestrou odešli do Izraele. Jeho otec zemřel v koncentračním táboře Flossenbürg. Studoval (po službě u izraelského letectva) chemii a fyziku na Bar-Ilanově univerzitě (bakalář 1960) a v roce 1963 promoval na Weizmannově institutu věd. Souběžně pracoval jako vedoucí chemik u firmy Yeda Research and Development Company v Rechovotu. Je profesorem na Weizmannově institutu věd.
Je členem Izraelské akademie věd a Národní akademie věd Spojených států amerických.

## Ocenění
- 1987 Wolfova cena, spolu s Pedrem Cuatrecasasem
- 1990 Izraelská cena
- 2004 Medaile Wilhelma Exnera
- 2005 cena Emet

Je čestným občanem města Rechovot. Bylo mu uděleno několik čestných doktorátů.